# Россия на «Евровидении-2002»
На конкурсе песни «Евровидение 2002» Россию представляла группа «Премьер-министр» с песней «Northern Girl». Группа набрала 55 баллов и заняла 10-е место.

## Исполнитель
Премьер-министр — российская поп-группа, образовавшаяся в 1997 году. Группа состоит из Вячеслава Бодолики, Питера Джейсона, Жана Милимерова и Марата Чанышева.
В 2005 году из-за разногласий с продюсером Жан, Питер, Вячеслав и Марат начали работать самостоятельно, но поскольку бренд «Премьер-министр» им не принадлежал, они стали называться «Группа ПМ». Их бывший продюсер Евгений Фридлянд набрал новый состав группы «Премьер-министр».

## Отбор
Для участия в конкурсе группа была отобрана путём закрытого отбора на телеканале ОРТ с помощью жюри, в состав которого входили: Константин Эрнст, Александр Файфман, Лев Лещенко, Илья Резник и Игорь Матвиенко.
Финальный выбор предполагалось сделать между тремя кандидатами Кристиной Орбакайте, Витасом и «Премьер-министром». В итоге решение было принято в пользу «Премьер-Министра», представляющего популярное в мировой поп-индустрии направление «бойз-групп».

## Финал
В финале группа выступала под номером 7. Набрав 55 баллов, заняла 10 место.
Итоги голосования оглашала Арина Шарапова.

### Голосование
| Голоса за исполнителя из России | Голоса за исполнителя из России |
| ------------------------------- | ------------------------------- |
| Оценка                          | Страны                          |
| 12                              | —                               |
| 10                              | Эстония, Румыния, Латвия        |
| 8                               | Мальта                          |
| 7                               | -                               |
| 6                               | Литва                           |
| 5                               | Кипр                            |
| 4                               | -                               |
| 3                               | Финляндия                       |
| 2                               | Греция                          |
| 1                               | Израиль                         |

| Голоса от России | Голоса от России |
| ---------------- | ---------------- |
| Оценка           | Страна           |
| 12               | Румыния          |
| 10               | Латвия           |
| 8                | Греция           |
| 7                | Бельгия          |
| 6                | Кипр             |
| 5                | Мальта           |
| 4                | Литва            |
| 3                | Эстония          |
| 2                | Германия         |
| 1                | Австрия          |